# Robert Bertram Serjeant
Robert Bertram Serjeant (Edimburgo, 23 marzo 1915 – Denhead, 29 aprile 1993) è stato un arabista scozzese.
Prese il suo M.A. dopo aver studiato con Richard Bell nell'Università di Edimburgo e proseguì gli studi per il Ph.D., completati nel 1939, dopo aver condotto una ricerca sui tessuti islamici sotto la guida di C.A. Storey. 
Nel 1940 proseguì i suoi studi nella capitale britannica, presso la prestigiosa School of Oriental and African Studies, approfondendo le sue già buone conoscenze di lingua araba, studiando con A.S. Tritton dialetti arabi, per recarsi infine ad Aden, dove perfezionò l'arabo parlato in quella parte dell'Arabia meridionale e dove sposò Marion, che colà esercitava la professione di medico e che gli darà due figli.
Lavorò a Londra per conto dell'emittente britannica BBC, come responsabile del programma The Arabic Listener.
Fu nominato Reader alla SOAS nel 1948 e nel 1955 ottenne la cattedra di Modern Arabic nella medesima università.
R.B. Serjeant si trasferì quindi a Cambridge nel 1964, su invito di A.J. Arberry e accettò il posto di Lecturer di Storia Islamica, diventando poi membro e Direttore del Middle East Centre di Cambridge, all'epoca ospitato all'interno del Pembroke College. 
Nel 1969, succedendo ad Arberry, gli fu attribuita la prestigiosa cattedra di Arabo "Sir Thomas Adam" a Cambridge (il più antico insegnamento di Arabo del Regno Unito: incarico che mantenne fino all'età del suo pensionamento nel 1981 e al suo ritorno nella natia Scozia, dove proseguì le sue ricerche fino alla morte, avvenuta nei pressi di St. Andrews. 

## Opere
- Buildings and builders in Ḥaḍramawt (1949)
- The Quarters of Tarim and their tanṣūrahs (1950)
- Prose and Poetry from Hadhramaut, Londra, Taylor's Foreign Press, 1951.
- Miḥrāb (1959)
- The Portoguese off the South Arabian Coast (1963)
- Some irrigations systems in Hadhramaut (1964)
- Islamic textiles (Beirut, 1972)
- South Arabian Hunt, Londra, Luzac, 1976
- Studies in Arabian history and civilisation, Londra, Variorum Reprints, 1981.
- Sanʿaʾ. An Arabian Islamic City, Londra, World of Islam Festival Trust, 1983
- Religion, learning, and science in the ʻAbbasid period, edited by M.J.L. Young, J.D. Latham, and R.B. Serjeant, Cambridge - New York, Cambridge University Press, 1990.
- Customary and Shari‘ah law in Arabian society, Aldershot Hampshire, Great Britain; Variorum, 1991.
- Farmers and fishermen in Arabia: studies in customary law and practice, Aldershot, Hampshire, Great Britain; Variorum, 1995.

Fu tra i principali contributori della Cambridge History of Arabic Literature.
In campo editoriale curò con Robin Bidwell la rivista interdisciplinare Arabian Studies. 
| Controllo di autorità | VIAF (EN) 64011794 · ISNI (EN) 0000 0001 1028 173X · LCCN (EN) n81032493 · GND (DE) 130286567 · BNF (FR) cb119244788 (data) · J9U (EN, HE) 987007273768705171 |